# 파이널 판타지 영식
『파이널 판타지 영식』（FINAL FANTASY TYPE-0, 약칭：FF영식, 영식등）은 스퀘어 에닉스에서 2011년 10월 27일에 발매된 플레이스테이션 포터블(PSP)용 RPG. 『파이널 판타지 XIII』를 중심으로한 작품들인 「파브라 노바 크리스탈리스 파이널 판타지」 중 하나이다.

## 개요
2006년 5월에 『파이널 판타지 아기토 XIII』(파이널 판타지 아기토 13. FINAL FANTASY Agito XIII)이라는 타이틀이 휴대전화용 애플리케이션으로 발표되었다. 그 후에 2008년 8월 플랫폼이 PSP로 변경되었다. 2011년 1월에 타이틀이 『파이널 판타지 영식』으로 변경되었다.
타이틀이 변경된 것에는 『파이널 판타지 XIII』의 관련 작품이 아니라 「멀티 플레이가 특징인 새로운 시리즈」의 시작이라는 점을 강조하기 위해서였지만, 같은 신화를 공유하는 파브라 노바 크리스탈리스 작품에 속한다는 점에는 변함이 없다.
테마 송에는 일본 록 밴드 범프 오브 치킨이 본 작품을 위해 새롭게 『제로(BUMP OF CHICKEN의 곡)』이 사용되었다. 또한, 디렉터의 타바타 하지메(田畑端)는 「이 곡 없이는 이 작품은 완결되지 않는다」라고 코멘트했다.
2011년 8월 11일에서 2011년 11월 21일까지 무료 체험판 『FINAL FANTASY 영식 체험판 – 나츠비 -』가 배포되었다. 이 체험판에서는 주인공 일행의 여름옷을 입수하는 것이 가능해 체험판의 세이브 데이터를 제품판에 계승해서 사용하는 것으로 제품판에서도 여름옷을 착용할 수 있다.
2011년 11월 22일부로 제품판의 일부를 그대로 체험 가능한 무료 체험판 『FINAL FANTASY 영식 체험판【제로키】』가 배포되었다. 악세사리「그로우에그」와 주인공 14인분의 여름옷을 소지한 상태로 시작하는 것이 가능하다. 『제로키』의 세이브 데이터는 여름옷・아이템・캐릭터의 레벨 등 모두 제품판으로 계승이 가능하다.
스퀘어 에닉스 멤버즈에서 여름옷을 입수 가능한 방법이 있다.

## 평가
2011년 10월 30일의 미디어 크레이에트 주간 소프트 판매 랭킹, 패미통 주간 게임 소프트 판매 랭킹으로 상위권 획득. 초기 매상은 47.2만개를 기록했다. 또한 2011년 10월 정도의 패미통 월간 소프트 판매 랭킹에서 순위권에 들었다.
주간 패미통의 2011년 10월 20일호에서는 「외전이라고는 생각할 수 없을 정도로 볼륨 만점의 『파이널 판타지』 작품」, 「킬 사이트 등 시스템에 의해 전투가 정말 즐겁다」, 「액션성이 높은 작품이라 기존 『파이널 판타지』 작품과는 많이 다르며 더욱 압도적인 볼륨이 되었다」고 평가했다.

## 시스템

### 브레이크 사이트
록 온 중에 적에게 틈이 생기면 노란색 사이트가 출현한다. 브레이크 사이트가 표시되는 순간에 공격하면 적에게 커다란 데미지를 줄 수 있다.

### 킬 사이트
록 온 중에 적에게 틈이 생기면 붉은 사이트가 출현한다. 킬 사이트가 표시되는 순간에 공격하면 적을 일격에 쓰러뜨릴 수 있다.

### 회차 플레이
스토리를 클리어하면 소유한 돈과 아이템 캐릭터 레벨 등을 계승한 상태에서 본편을 다시 처음부터 2회차, 3회차 스타트 가능하다.

### 비공정
제 2장부터 길을 지불하면 영토 내의 거리로 이동이 가능하다. 군사연습을 진행하다보면 서(西) 네쉐르 지구로 갈 수 있게 되며 던전을 클리어하면 입수 가능하다. 비공정의 이름은 셋차.

## 스토리
마도원 페리시티리움 주작에 모인 생도들은 13개 클래스로 나뉘어 힘든 규율과 훈련 하에 일상과 현실을 함께 보낸다.
인연으로 묶인 동료는 강철과 피의 전투 속에서 크리스탈에 맹세를 한다.
그 문이 열릴 때, 진실한 인간의 이야기에 목숨을 건다.

## 등장 인물
주인공은 12인이다. 파티 멤버는 주인공 12인에 ‘마키나’와 ‘레므’의 합계 14인. ‘마키나’와 ‘렘’은 이 이야기의 다른 한 편의 주인공으로 별도의 주인공 취급이지만 사용하는 것도 가능하다.
등장 인물은 30 – 40인. 또한 과거 FF 시리즈 작품들에 출연 경험 있는 성우들도 많이 기용되었다.

## 세계관
오리엔스
본 작품의 무대가 되는 동방국가 집단. 크리스탈을 가진 4개 국가를 칭한다.

### 주작령 루브름
수도는 마도원 페리시티리움 주작. 원장 카리야 시바루 6세를 원수로한 팔석의회에 의해 통치된다. 오리엔스 중에도 기후가 안정된 풍족한 나라이며 마법을 이용한 도구, 초코보 등의 생물과 공존하고 있다.

### 미리테스 황국
수도는 잉그람. 전제군주 국가이며, 본국 이외의 지역은 르씨만이 힘을 사용할 수 있는 백호 크리스탈을 마도 아머, 총기 등의 병기제작의 공급원으로 사용한다. 오리엔스 4개 국가에서 가장 병력이 많다.

### 로리카 동맹
수도는 로리카. 현무 크리스탈의 힘을 국민들 몸 속에 거두어 육체 강화를 한다. 또한 크리스탈의 힘으로 무기를 제작하는 것도 가능하다.

### 콘코르디아 왕국
수도는 마하마유리. 나라의 관리는 모두 여성으로 구성된 여성 중심의 국가이다. 창룡 크리스탈의 힘으로 용이나 몬스터와 마음이 통하도록 할 수 있으며, 그 힘으로 국민 생활과 군사력을 높이고 있다. 국민들은 체격은 작지만 무기로는 긴 창을 사용한다.

## 용어
크리스탈
르씨에게 사명을 부여하는 존재.
르씨
크리스탈에 의해 선출된 존재로 사람의 힘을 초월한 능력을 가진 존재. 갑형 르씨, 을형 르씨의 2종류가 존재하며 갑형 르씨는 전투력에 특화되어 있고 을형 르씨는 특수 능력을 가진 르씨이다.
페리시티리움
크리스탈을 관리하는 조직.
아기토
오리엔스 전승에 등장하는 말로 민중들은 「구세주」라고 인식하고 있다.
피닉스
오리엔스 전승에 등장하는 단어로 민중들은 「재앙」으로 인식하고 있다.
오성근위병단
페리시티리움 창룡을 수호하는 5개의 병단. 병단장을 ‘수호’라고 부른다.
팔석의회
주작령 루블름의 최고 결정 기관이며 「군령부」, 「마법국」, 「내무국」, 「섭외국」, 「편찬국」, 「병참국」, 「학술국」, 「원생국」의 8석으로 구성되어 있다. 또한 의회에는 ‘르씨’나 ‘첩보부’, ‘원장’이 참가하는 경우도 있다.
원래는 마도원 운영을 목적으로 조직되었다.
파브라 협정
카모메력448년에 페리시티리움들 사이에 체결된 협정. 각각의 크리스탈에는 침범할 수 없다고 규정.
크리스탈 재머
크리스탈의 힘을 무력화하는 기계.
마도 아머
미리테스 황국이 개발한 병기
미션 칼라 크림슨
주작의 어둠(闇)의 임무. 첩보부가 창구역할을 한다. 겉으로는 모습을 드러낼 수 없는 임무를 지시한다.

## 기타
데이터 인스톨 대응
용량
Disc1 554 MB/865 MB
Disc2 651 MB/1242 MB

## 인용 자료
1. ↑  "AGITO"는 라틴어로 「행동을 일으키다」라는 의미를 가지고 있다.
  - “『파이널 판타지 XIII』, 그 3가지 다른 작품 내용이 다가온다！”. 《패미통.com》. 엔터브레인. 2006년 5월 9일. 2012년 4월 26일에 확인함.
2. ↑  이에 따라 타이틀 로고 및 일러스트 색채도 변경되었다.
3. ↑  “플레이스테이션 포터블 전용 소프트 「FINAL FANTASY Agito XIII」타이틀 변경 및 발매시기 결정 알림”. 스퀘어 에닉스. 2011년 1월 18일. 2012년 4월 26일에 확인함.
4. ↑  “BUMP OF CHICKEN의 신곡 “제로”가 PSP용 소프트 「FINAL FANTASY 영식」의 테마송에”. 《RO69》 (rockin'on inc). 2011년 7월 20일. 2011년 7월 20일에 확인함.
5. ↑  “BUMP OF CHICKEN이 「FF 영식」 테마송을 새로 만들다”. 《Natasha, Inc.》. Natasha, Inc. 2011년 7월 20일. 2011년 7월 20일에 확인함.
6. ↑  “【체험판】시작형번-나츠비-배신 결정！”. 《0조직 일지》. 스퀘어 에닉스. 2011년 8월 5일. 2011년 8월 22일에 확인함.
7. ↑  “FF 영식 체험판【제로키】배포 스타트！”. 《0조직 일지》. 스퀘어 에닉스. 2011년 11월 22일. 2011년 11월 23일에 확인함.
8. 1 2  “「데이터 인스톨」과 「여름옷」에 관해”. 《0조직 일지》. 스퀘어 에닉스. 2011년 10월 27일. 2011년 10월 27일에 확인함.
9. 1 2  Gifford, Kevin (2011년 10월 19일). “Japan Review Check: Final Fantasy Type-0”. 1UP.com. 2013년 5월 14일에 원본 문서에서 보존된 문서. 2014년 2월 22일에 확인함.
10. 1 2   Dengeki Review: ファイナルファンタジー 零式 (PSP). 《Dengeki PlayStation》 (일본어) (ASCII Media Works) (505): 221. 2011년 10월 27일.
11. 1 2  Hindman, Heath (2011년 12월 2일). “PSP Review - Final Fantasy Type-0”. PlayStation Lifestyle. 2013년 12월 4일에 원본 문서에서 보존된 문서. 2011년 12월 2일에 확인함.
12. 1 2  Duine, Erren Van (2012년 8월 11일). “Final Fantasy Type-0 Import Review”. RPG Site. 2014년 5월 1일에 원본 문서에서 보존된 문서. 2014년 5월 1일에 확인함.
13. ↑  “「FINAL FANTASY 영식」이 47만개의 판매고로 50만을 눈 앞에 「주간 판매 랭킹+」. 「별의 카비 Wii」「아이돌 마스터 2」등도 등장”. 《4Gamer.net》. Aetas. 2011년 11월 3일. 2012년 3월 5일 22:10에 확인함.
14. ↑  “인터뷰 『파이널 판타지 XIII』”. 《전격 온라인》. 아스키 미디어 웍스. 2009년 12월 30일에 원본 문서에서 보존된 문서. 2012년 4월 26일에 확인함.
15. ↑  “『파이널 판타지 영식』 개발 스태프 인터뷰 【완전판 2】”. 《패미통.com》. 엔터브레인. 2011년 1월 28일. 2012년 4월 26일에 확인함.
16. ↑  蒼之スギウラ (2011년 1월 19일). “「파이널 판타지」 시리즈, 그리고 「킹덤 하츠」의 최신 정보 대량 공개！――SQAURE ENIX 1st Production Department Premiere (2/2)”. 《ITmedia Gamez》. ITmedia. 2012년 4월 26일에 확인함.